# 란잔정
란잔정(일본어: 嵐山町 란잔마치[*])은 일본 사이타마현 중부에 있는 히키군의 정이다. 헤이안 시대 말기의 무장 미나모토노 요시나카와 하타케야마 시게타다의 거점이었고 에도 시대에는 에도와 고즈케국을 묶는 가와고에-고다마 가도의 스가야 숙소로 번창했다.

## 지리
정의 중앙부와 북부에는 히가시마쓰야마 대지가 펼쳐져 있다. 북동부는 히키 구릉의 서단부에 위치하고 남부는 이와도노 구릉의 북단에 위치한다. 서부는 소토치치부 산지의 주변부에 해당하고 남북으로 하치오지 구조선이 관통하고 있다. 일본의 나비 왕오색나비가 서식하는 곳으로도 유명하다.

## 역사
- 1889년 4월 1일 - 정촌제 시행과 함께 히키군 스가야촌, 나나사토촌이 성립하였다.
- 1955년 4월 15일 - 스가야촌과 나나사토촌이 합병해 스가야촌이 성립하였다.
- 1967년 4월 15일 - 정으로 승격, 개칭해 란잔정이 되었다.

## 인구
| 연도 | 인구   | ±%     |
| ---- | ------ | ------ |
| 1920 | 6,974  | —      |
| 1930 | 7,268  | +4.2%  |
| 1940 | 7,509  | +3.3%  |
| 1950 | 9,377  | +24.9% |
| 1960 | 9,014  | −3.9%  |
| 1970 | 10,465 | +16.1% |
| 1980 | 16,080 | +53.7% |
| 1990 | 18,265 | +13.6% |
| 2000 | 19,816 | +8.5%  |
| 2010 | 18,885 | −4.7%  |

## 교통

### 도로
- 간에쓰 자동차도
- 국도 254호선(일본어판)